# Фрил, Эдди
Эдвард Джозеф «Эдди» Фрил (англ. Edward Joseph (Eddie) Friel р. 1962, Белфаст, Северная Ирландия) — ирландский певец, музыкант и композитор.

## Биография
Родился в 1962 году в Белфасте (Северная Ирландия). Окончил с отличием музыкальное заведение, имеет степень бакалавра искусств. Свою музыкальную карьеру начал в 1986 году учителем музыки. Через год он решил развивать свои таланты музыканта и композитора в местных фортепианных барах Ирландии, а также в Канаде и Европе, по которой он путешествовал в течение года. Гастролировал с Ван Моррисоном как пианист и активно участвовал в записи альбома Ван Моррисона «Hymns to the Silence».

## Евровидение
В 1995 году он представлял Ирландию на конкурсе песни «Евровидение» с песней «Dreamin'». Песня заняла 14-е место и набрала 44 очка; Норвегия выиграла конкурс, прервав три года, в течение которых Ирландия проводила конкурс.